# Fromia armata
Fromia armata är en sjöstjärneart som beskrevs av Jean Baptiste François René Koehler 1910. Fromia armata ingår i släktet Fromia och familjen Ophidiasteridae. Inga underarter finns listade i Catalogue of Life.